# Microstegium
Microstegium (synoniem: Ischnochloa) is een geslacht uit de grassenfamilie (Poaceae). De soorten van dit geslacht komen voor in Afrika, gematigd Azië, tropisch Azië, Australazië, Oceanië en Noord-Amerika.

## Soorten
Van het geslacht zijn de volgende 24 soorten bekend:
- Microstegium batangense
- Microstegium biaristatum
- Microstegium borianum
- Microstegium brandisii
- Microstegium butuoense
- Microstegium delicatulum
- Microstegium dispar
- Microstegium eucnemis
- Microstegium falconeri
- Microstegium fasciculatum
- Microstegium fauriei
- Microstegium geniculatum
- Microstegium glabratum
- Microstegium japonicum
- Microstegium lanceolatum
- Microstegium monoracemum
- Microstegium nudum
- Microstegium petiolare
- Microstegium rufispicum
- Microstegium spectabile
- Microstegium stapfii
- Microstegium steenisii
- Microstegium tenue
- Microstegium vimineum

1. ↑  (en) Microstegium Nees. Plants of the World Online. Royal Botanic Gardens, Kew. Gearchiveerd op 21 juni 2024. Geraadpleegd op 17 februari 2024.